# (612144) 2000 CP104
(612144) 2000 CP104 est un objet transneptunien de magnitude absolue 6,5. Son diamètre est estimé à 230 km.